# Northrop YB-35
O Northrop YB-35 foi um bombardeiro pesado experimental na configuração asa voadora desenvolvido para a Força Aérea Americana pouco depois da Segunda Guerra Mundial pela Northrop Corporation.